# 土高山乡
土高山乡，是中华人民共和国甘肃省白银市会宁县下辖的一个乡镇级行政单位。

## 行政区划
土高山乡下辖以下地区：
红湾村、程家塬村、马家塬村、十百户村、中庄村和上沟村。